# Herbert Grönemeyer
Herbert Arthur Wiglev Clamor Grönemeyer (* 12. dubna 1956 Göttingen) je německý zpěvák, hudebník a herec, oblíbený v Německu, Rakousku a Švýcarsku.
Jeho páté album, 4630 Bochum z roku 1984, je třetím nejprodávanějším německým hudebním albem všech dob. Album Mensch, které bylo silně ovlivněno smrtí Grönemayerovy manželky Anny a bratra Wilhelma během jednoho týdne v roce 1998, se stalo dokonce nejprodávanějším německým albem.

## Alba
- 1978 – Ocean Orchestra
- 1979 – Grönemeyer
- 1980 – Zwo
- 1982 – Total egal
- 1983 – Gemischte Gefühle
- 1984 – 4630 Bochum
- 1986 – Sprünge
- 1988 – Ö
- 1988 – What's all this
- 1990 – Luxus
- 1991 – Luxus (anglicky)
- 1992 – So gut
- 1993 – Chaos
- 1994 – Cosmic Chaos
- 1995 – Unplugged
- 1995 – Live
- 1996 – Chaos (anglicky)
- 1998 – Bleibt alles anders
- 2000 – Stand der Dinge (dvojité DVD/CD)
- 2002 – Mensch
- 2003 – Mensch live (dvojité DVD)
- 2006 – Zeit, dass sich was dreht / Celebrate the day (oficiální hymna Mistrovství světa ve fotbale 2006) (maxi CD)
- 2007 – 12
- 2008 – Was muss muss - Best of Herbert Grönemeyer
- 2011 – Schiffsverkehr
- 2014 – Dauernd jetzt
- 2016 – Live in Bochum